# پروکسی‌نیتروس اسید
اسید پروکسی‌نیتروس (به انگلیسی: Peroxynitrous acid) یک ترکیب شیمیایی با شناسه پاب‌کم ۱۲۳۳۴۹ است. 